# Сафари-парк в Шемахы

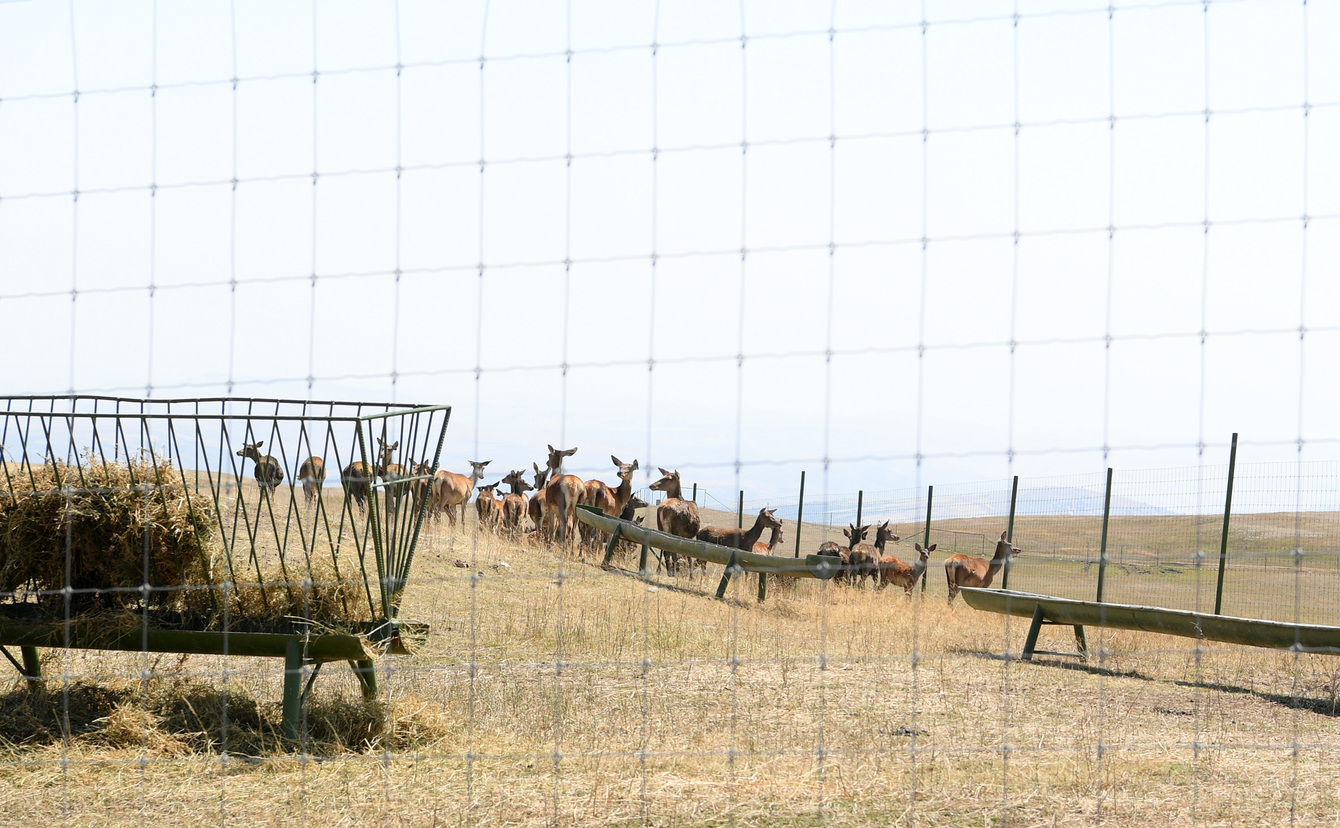
Олени в Шемахинском Сафари парке

Сафари парк — это огромный парк, где люди могут наблюдать за животными в дикой природе. Но это слово имеет также несколько значений. Во-первых, особый вид охоты в дебрях Африки. Но изначально "safari" на языке суахили (Восточная Африка) означало путешествие. Сафари парк объединяет все эти понятия. Это также реабилитационный центр для искалеченных людьми животных; это место, где можно наблюдать за зверями в ландшафтных условиях, приближенных к природным, поохотится на них с фоторужьем, ознакомитесь с уголком горной природы. 
Открытие Шемахинского Сафари-парка состоялось 2 октября 2017 года.

## Описание
Известно, что первый подобный парк был создан в Африке. В Азербайджане, экологический заповедник для диких животных находится в Шемахинском районе, на территории горно-лесистой местности под названием Пиргулу.

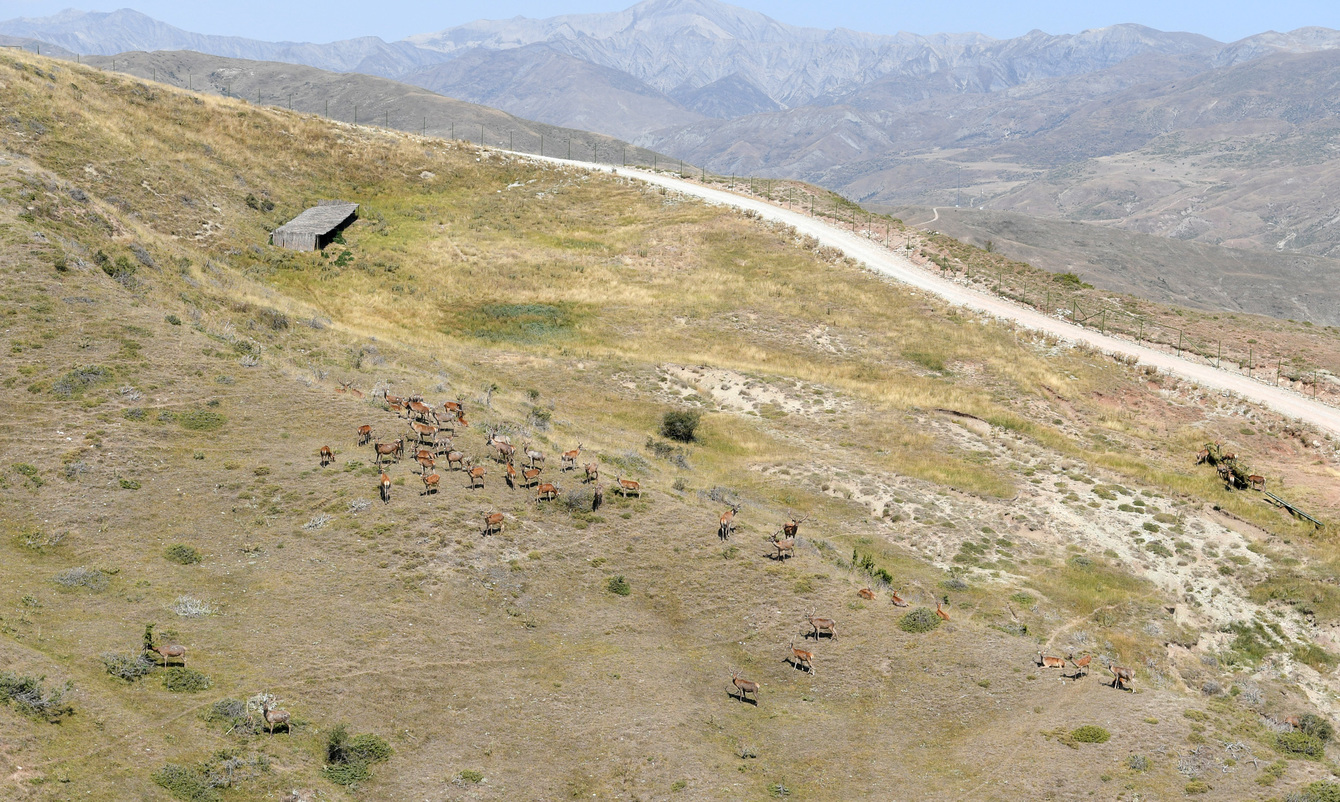
Вид сверху

В настоящее время данный Сафари-парк занимает 620 гектаров (в том числе 480 гектаров огороженной территории).
В парк из Латвии, Польши, Словакии, Чехии и Венгрии завезены 420 голов генетически ценных животных трех видов: благородные олени, муфлоны, лани. В результате проведенной селекции и ветеринарных мер число этих животных увеличилось почти вдвое, и ныне количество животных превышает 1000. В настоящее время в парке насчитывается 790 животных, в том числе 260 благородных оленей, 250 муфлонов и 280 ланей. С целью защиты оленей, ланей и муфлонов от внешних воздействий и инфекционных заболеваний построено 52-километровое ограждение. Кроме того, в парке создано большое количество естественных укрытий для защиты их от холода, ветра, осадков в связи с сезонами.
Руководство парка планирует в ближайшее время завезти в парк зубров, распространенных в лесах Центральной Европы и в европейской части России.
В то же время в парке было построено административное здание и гостевой дом.
В Азербайджане сафари-парк создан с целью адаптации дикой популяции животных к природе Азербайджана, но в свою очередь это также окажет поддержку развитию туризма на территории страны.
В период с 2017 по 2020 годы Министерство культуры и туризма должно обеспечить продвижение Сафари-парка Шемахы.

## Туры
Шемахинский Сафари-парк и Министерство Образования Азербайджана заключили соглашение, на основе которого с сентября 2018 года каждую неделю будут организованы походы школьников в Сафари-парк. Для школьников вход бесплатный.
С октября 2018 года будут организовываться туристические поездки.

## Внешние ссылки
- Сафари парк в Шемахе — видео